# Green Boys
Pour plus de détails, voir Fiche technique et Distribution.
Green Boys est un film documentaire français réalisé par Ariane Doublet et sorti en 2019.

## Fiche technique
- Titre : Green Boys
- Réalisation :	Ariane Doublet
- Scénario : Ariane Doublet
- Photographie : Ariane Doublet
- Montage : Sophie Mandonnet et Ariane Doublet
- Montage son : Jeanne Delplancq
- Production : Squaw
- Distribution : JHR Films
- Pays de production :  France
- Genre : Documentaire
- Durée : 72 minutes
- Dates de sortie : 
  - France : 20 mars 2019 (Festival Cinéma du réel)[1]
  - France : 6 mai 2020 (VOD)

## Récompense
- Cinéma du réel : mention spéciale du prix de l'Institut français Louis-Marcorelles 2019